# Бибиков, Александр Александрович
Алекса́ндр Алекса́ндрович Би́биков (7 (18) января 1765 — 20 июля (1 августа) 1822) — русский дипломат, тайный советник, действительный камергер, сенатор и генерал-лейтенант. Предводитель петербургского и новгородского дворянского ополчения в войнах с французами. Сын генерал-аншефа А. И. Бибикова.

## Биография
Родился 7 (18) января 1765 года; представитель древнего дворянского рода. На службу записан в 1767 году унтер-офицером в лейб-гвардии Измайловский полк. В 1774 году в воздаяние заслуг умершего отца был произведён в прапорщики, 1 января 1787 года — в капитаны.

В 1789 году отличился в войне со шведами (ранен в левую ногу) и награждён золотой шпагой «за храбрость» и 9 июня 1789 года орденом Св. Георгия 4-го кл. № 638 
За отличную храбрость, оказанную при Кири против войска Шведского короля, командуя ротою гренадер, скинув рогатку и открыв путь в неприятельский ретраншамент, был первым в него вступившим.
Имея чин капитана, 22 сентября 1786 года перешёл в статскую службу и был пожалован в камер-юнкеры.
31 мая 1796 года был пожалован в действительные камергеры.
При Павле I перешёл на дипломатическую службу и 1 октября 1798 года был произведён в тайные советники. Был послом в Португалии, затем в Саксонии, но 1 февраля 1800 года был отстранён от службы.
В 1806 году Александр Александрович Бибиков был избран начальником ополчения Ораниенбаумского уезда Петербургской губернии. В 1808—1811 годах состоял посланником в Неаполитанском королевстве.

В 1812 году он был назначен начальником дружин Петербургского и Новгородского ополчений. Участвовал в штурме Полоцка, за мужество награждён 3 января 1813 года орденом Св. Георгия 3-го класса № 259 
В ознаменование отличных подвигов мужества и храбрости, оказанных в сражении против французских войск 6-го и 7-го октября при Полоцке.
 Затем ему вверили начальство над 5-й пехотной дивизией, с которой он сражался у д. Смольной (ранен в ногу), под Борисовом и при Березине. Здесь, не имея возможности вследствие раны ни ходить, ни ездить верхом, передвигался в санях.
По окончании похода 1812 года ополченцы преподнесли ему в дар золотую шпагу с надписью: «3а Веру и Царя. — Сенатору Бибикову. С.Петербургское ополчение». Принял участие в осаде Данцига. Из-за расстроенного здоровья в июле 1813 года был уволен от звания начальника ополчения с генеральским мундиром. Он возвратился в Санкт-Петербург и снова поступил на службу в Сенат. Автор воспоминаний о восстании Е. Пугачёва. 

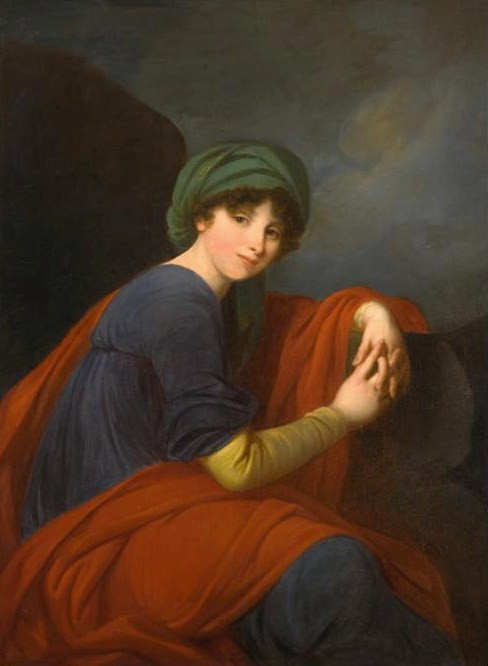
Анна Васильевна Бибикова на портрете Э. Виже-Лебрён

Умер 20 июля (1 августа) 1822 года в Дрездене; был похоронен в Санкт-Петербурге на Лазаревском кладбище Александро-Невской лавры.

## Семья
Жена — Анна Васильевна Ханыкова (10.02.1772—02.01.1827), дочь статского советника Василия Климовича Ханыкова (1729—1808) и сестра Марии Танеевой. Похоронена рядом с мужем в Александро-Невской лавре. Дети:
- Василий (1793—1867), вместе с отцом принимал участие в войне 1812 года, генерал-майор с 01.02.1840[9][10].
- Александр (07.01.1796— ?), крестник деда В. К. Ханыкова и бабушки Н. С. Бибиковой[11].
- Александра (1801—1875), фрейлина двора (1823), замужем за генерал-майором Н. М. Безобразовым (1796—1839).

## Описание герба
Александр Александрович Бибиков пользовался родовым гербом несколько отличающимся от официально утвержденного: на орденской звезде щит, с изображением вправо взлетающей с земли птицы. Щит увенчан коронованным дворянским шлемом с пятью страусовыми перьями. С щита свисают орденский крест, медаль и шпага за храбрость. Вокруг звезды орденская лента с Георгиевским крестом 3-й степени. Внизу лента с девизом <<Vigil et Audax>>.